# Les Héritiers du silence
 (juin 2020).
Pour plus de détails, voir Fiche technique et Distribution.
Les Héritiers du silence est un documentaire français de 52 minutes sur le quartier du Val-Fourré réalisé en 2010 par Saïd Bahij et Rachid Akiyahou.

## Fiche technique
- Titre : Les Héritiers du silence
- Réalisation : Said Bahij
- Scénario : Rachid Akiyahou et Said Bahij
- Production : Eric Ellena
- Société de production : French Connection Films
- Pays :  France
- Genre : Documentaire
- Durée : 55 minutes
- Dates de sortie : 
  -  France : 2010